# Афлах Правира
Афлах Фадлан Правира (инд. Aflah Fadlan Prawira; 13. новембар 1997) индонезијски је пливач чија специјалност су трке слободним стилом на дужим дистанцама, а такође се такмичи и у пливачким маратонима.
Вишеструки је рекордер Индонезије на 400, 800 и 1.500 метара слободним стилом, те 400 мешовито у великим базенима.

## Спортска каријера
На светским првенствима је дебитовао у Будимпешти 2017. где се такмичио у тркама на 400 (40. место) и 1.500 метара слободним стилом (32. место уз национални рекорд). Такође је наступио и на светском првенству у Квангџуу 2019. где се такмичио у чак шест дисциплина, укључујући и пливачки маратон на 10 километара (47. место у конкуренцији 75 такмичара). Најбољи резултат у базену остварио је у тркама на 800 слободно (25. место) и 400 мешовито (26. место).